# 초가공식품

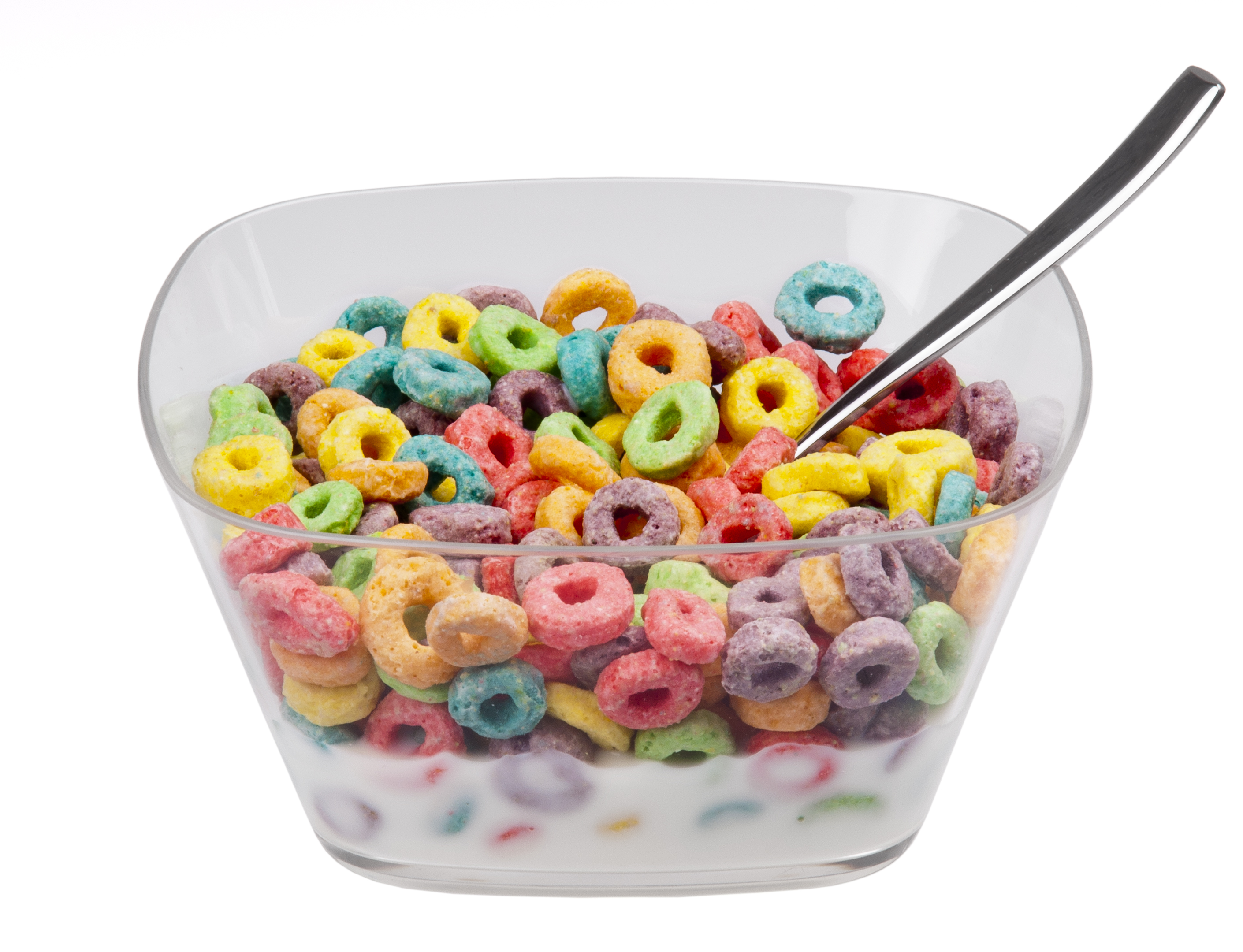
초가공 시리얼인 프루트 룹스 시리얼 그릇

초가공식품(ultra-processed food, UPF)은 과하게 으깨지고 첨가물이 추가되는 등 너무 많이 식품 가공된 가공식품으로 같은 성분을 가진 다른 식품보다 건강에 해롭다고 알려져 있다. 이는 천연 식품에서 추출되거나 기타 유기 화합물로부터 합성되어 산업적으로 제조된 식용 물질이다. 결과 제품은 종종 방부제, 착색료, 향료와 같은 식품 첨가물을 통해 수익성이 높고 편리하며 입맛이 돋보이도록 설계되었다. UPF는 종종 성형/압출, 수소화 또는 튀김과 같은 공정을 거쳤다.
초가공 식품은 1980년대에 처음으로 어디에나 존재하게 되었지만, "초가공 식품"이라는 용어는 노바 분류 시스템의 일부로 브라질 연구원이 2009년 논문에서 두각을 나타냈다. 2024년 현재 UPF의 효과에 대한 연구가 빠르게 발전하고 있다.
역학 데이터에 따르면 초가공식품 섭취는 비만, 제2형 당뇨병, 심혈관 질환, 천식, 특정 암, 모든 원인에 의한 사망 등 많은 질병의 위험이 더 높은 것과 관련이 있는 것으로 나타났다. 음식 중독은 초가공식품 섭취와도 관련이 있을 수 있다. 더 BMJ에 발표된 2024년 메타 분석에서는 이러한 효과에 대한 공중 보건 증거를 제공하는 34개 이상의 연구를 확인했지만 효과의 구체적인 메커니즘은 명확하지 않았다. 초가공식품은 선진국 식단의 상당 부분을 차지하며 루마니아의 10%부터 영국과 미국의 50% 이상까지 다양하다.
일부 저자들은 "초가공 식품"의 개념이 잘못 정의되어 있고 노바 분류 시스템이 소비되는 식품의 양보다는 유형에 너무 초점을 맞추고 있다고 비판했다. 대부분 영양 분야의 다른 저자들은 건강에 미치는 영향에 대한 메커니즘이 부족하다는 점을 비판해 왔으며, 현재의 연구 증거가 식이 요법에서 초가공 처리된 식품이 신체 시스템에 미치는 영향에 대한 구체적인 메커니즘을 제공하지 않는 방식에 초점을 맞췄다.

## 같이 보기
- 식품 정책
- 정크 푸드